# شیلپریک آکیتانی
شیلپریک آکیتانی پسر خردسال شاریبرت دوم بود که زمانی کوتاه را ۶۳۲ میلادی بر آکیتان پادشاهی نمود. او اندکی پس از مرگ پدرش به دستور داگوبرت یکم -برادر ناتنی پدرش- به قتل رسید.